# Ondamedia
OndaMedia es una plataforma de video streaming del Estado de Chile, creada por Ministerio de las Culturas, las Artes y el Patrimonio, con el objetivo de acercar el cine nacional y la cultura a la ciudadanía.
Su programación se estructura en diferentes colecciones por género y temáticas que van actualizándose periódicamente. La mayoría de las películas están disponibles por una cantidad máxima de visitas.

## Historia
En 2017, OndaMedia surgió como una iniciativa del Consejo Nacional de la Cultura y las Artes (hoy Ministerio de las Culturas, las Artes y el Patrimonio) con el objetivo de promover el consumo local de cine nacional.
La plataforma fue lanzada durante el segundo gobierno de la presidenta Michelle Bachelet con Ernesto Ottone como ministro presidente del Consejo Nacional de la Cultura y las Artes. El proyecto fue desarrollado bajo la dirección de Ian Goldschmied y Ernesto Iturrieta como diseñador y webmaster del proyecto.
El 8 de junio de 2017, el Consejo Nacional de la Cultura y las Artes lanzó una versión beta de OndaMedia, que contaba con un catálogo de 40 películas de ficción, 41 documentales, 20 cortometrajes y 394 clips educativos sobre ciencias, artes y humanidades.
El 19 de marzo de 2020, en el contexto de la pandemia de COVID-19, OndaMedia abrió su plataforma ofreciendo acceso ilimitado a su contenido, sin restricciones en la cantidad de visualizaciones. Durante ese mismo año, y debido al confinamiento, la plataforma experimentó un incremento significativo en su audiencia, alcanzando 2.200.000 reproducciones, lo que representó un aumento de seis veces en comparación con el año anterior.
En 2022, la plataforma agegó 65 subtítulos inclusivos para personas sordas y con hipoacusia. Al año siguiente, las películas de su catálogo alcanzaban un promedio de 15.000 espectadores.

## Soporte de dispositivos
Ondamedia está disponible en PC, en Mac, en sistemas GNU/Linux, en iPhone, en iPad, en dispositivos Android y en televisores Samsung y LG. Además, es compatible con otros dispositivos como Google Chromecast. 